# Monticello Brianza
Monticello Brianza är en ort och kommun i provinsen Lecco i regionen Lombardiet i Italien. Kommunen hade 4 174 invånare (2018).